# Алькерк
Алькерк (англ. alquerque, с араб. «крепость»), он же киркат, англ. quirkat (персид. или турец. ? «мельница»)
Настольная игра шашечного типа, распространенная в Средневековье. Пришла от арабов в Испанию. Дала толчок европейским разновидностям шашек, а также мадагаскарской игре фанарона (fanorona).

 … И поныне она широко известна, но под иными названиями на Кавказе и среди курдов. Чертеж доски для алькерка был обнаружен при раскопках под руководством Н. Я. Марра в г. Ани в 1915 году.— Голосуев, Древняя и загадочная игра

## Упоминания
Под названием «киркат» упомянута впервые урождённым в Персии Абуль Фараджем (англ. Abu al-Faraj al-Isfahani) в книге «Китаб аль-Агхани», Kitab al-Aghani.

 Рассказывая в ней о поэте Аль-Ахвазе (умер в 728 году), автор приводит эпизод посещения поэтом одного из домов в Мекке, где люди развлекались тремя играми: шатранг, нардат (триктрак) и киркат (мельница).— Голосуев, Древняя и загадочная игра
Впервые в Европе упомянута в трактате о настольных играх Libro de los juegos («Книга о играх»), написанной в 1283 году в Севилье по повелению кастильского короля Альфонса Х Мудрого.
Как и в шашках, обе стороны имеют по 12 шашек, но располагают их на доске 5×5. В начальном положении каждая сторона занимает все поля, образуемые пересечениями линий на доске ближних горизонталей, и два поля средней горизонтали по одну сторону от центра. А свободным остаётся лишь центральное поле.

## Правила
Доска 5×5 (аналогичная доска используется в непальской логической игре Баг-Чал). 

Также, как в шашках, есть ходы простые — на любое свободное поле вдоль линии доски, и ходы с взятием — перескок своей шашки через чужую на свободное поле. А следовательно есть и свои комбинации, в результате которых можно взять сразу несколько шашек. Но об усиленной в правах шашке — дамке — здесь ещё ничего не известно.— Голосуев, Древняя и загадочная игра

На нечётных рядах (а, в, д, ж, и; 1, 3, 5, 7, 9) шашечницы имеется 25 полей, где сходятся линии диагональной и ортогональной сеток, по которым только и ходили фишки (12 белых и 12 чёрных) на соседние поля. В начале игры поле д5 свободно, а поля на рядах 1 и 3, а также а5 и в5 заняты белыми фишками, остальные же поля — чёрными. Цель игры — побить фишки противника. Били фишки прыжком через битую фишку. Такого же рода игра возможна и на клеточной доске 5×5.— Куличихин, История развития русских шашек

На указанной выше шашечнице 5×5 была и другая игра. Белые фишки стояли на тех же полях, как указано выше. На поле д5 стояла чёрная фишка, сохранявшая всю полноту движений (ходить и бить), как указано выше, а белые могли ходить (но не бить) вперёд и в стороны (но не назад). Цель игры — запереть чёрную шашку по аналогии с запиранием «волка» в игре-задаче «волк и собаки». Игры такого рода (с запиранием более сильной фишки, но более простые) были потом известны под названием «лиса и гуси» в Англии и «волк и овцы» в Германии.— Куличихин, История развития русских шашек

## Разновидности
- Дызым — в Туркмении
- Сражающиеся змеи — североамериканское племя зуни